# Coupe de Malte de snooker
La coupe de Malte de snooker est un ancien tournoi de snooker professionnel classé lancé en 2005 dans la continuité de l'Open d'Europe et qui prit fin en 2008.

## Historique
Les quatre éditions du tournoi sont organisées à San Ġiljan, localité maltaise de l'agglomération de La Valette située entre Pembroke et Swieqi. Stephen Hendry s'impose en 2005 face à son compatriote Graeme Dott 9 manches à 7. 
En 2006, Ken Doherty bat en finale John Higins dans la manche décisive 9 à 8. C'était la première fois qu’aucun joueur n'atteignait les quarts de finale d'un tournoi classé. Shaun Murphy remporte en revanche les deux dernières éditions sur le même score de 9 manches à 4 face à Ryan Day et à Ken Doherty.

## Palmarès
| Année                       | Vainqueur               | Finaliste               | Score                   | Saison                  |
| Coupe de Malte (classé)     | Coupe de Malte (classé) | Coupe de Malte (classé) | Coupe de Malte (classé) | Coupe de Malte (classé) |
| --------------------------- | ----------------------- | ----------------------- | ----------------------- | ----------------------- |
| 2005                        | Stephen Hendry          | Graeme Dott             | 9-7                     | 2004-2005               |
| 2006                        | Ken Doherty             | John Higgins            | 9-8                     | 2005-2006               |
| 2007                        | Shaun Murphy            | Ryan Day                | 9-4                     | 2006-2007               |
| Coupe de Malte (non classé) |                         |                         |                         |                         |
| 2008                        | Shaun Murphy (2)        | Ken Doherty             | 9-4                     | 2007-2008               |